# 国家文物局
国家文物局，简称文物局，是中华人民共和国国务院主管全国文物、博物馆工作的国务院部委管理的国家局，现由文化和旅游部管理。

## 历史
1949年11月1日，中央人民政府文化部成立，设文化部文物局，主管文物、博物馆、图书馆事业。1951年10月1日，经中央人民政府政务院批准，文化部文物局撤销，文化部文物局与文化部科学普及局合并成立文化部社会文化事业管理局，主管文物、博物馆、图书馆、文化馆和电化教育工作。1955年1月15日，文化部部务会议决定，成立文化部文物管理局，主管文物、博物馆事业；划出图书馆、文化馆事业部分，仍由社会文化事业管理局管理。1965年8月23日，文化部决定将图书馆事业再次划归文物管理局领导，改为文化部图博文物事业管理局。
文化大革命期间，图博文物事业管理局随文化部一起陷于停滞状态。为尽快恢复文物工作，1970年5月10日，国务院图博口领导小组成立，由国务院办公室直接领导，主管全国图书馆、博物馆和文物工作。1973年2月14日，国务院发出《关于成立国家文物事业管理局的通知》，撤销图博口领导小组，组建国家文物事业管理局，仍由国务院办公室代管。1982年4月，国务院决定，将文化部、对外文化联络委员会、国家出版事业管理局、国家文物事业管理局和外文出版发行事业局五单位合并，设立中华人民共和国文化部；国家文物事业管理局改为文化部文物事业管理局，为文化部内设机构。
1983年1月26日，国家文物委员会成立。国家文物委员会由文物、考古、历史、建筑等方面专家、学者组成，是国家文物工作的咨询性机构，审议文物工作的重大方针、政策等。1986年3月5日，国家文物鉴定委员会成立。1987年6月20日，国务院决定将文化部文物事业管理局恢复为国家文物事业管理局，直属国务院，由文化部代管。国家文物事业管理局对外独立行使职权，计划、财政、物资分配等单列。
1988年6月16日，国家文物事业管理局改名为国家文物局，主管全国文物、博物馆工作。1988年8月13日《国务院关于国务院机构设置的通知》中明确：国家文物局是司局级的部委归口管理的国家局，由文化部归口管理。
2008年，根据《国家文物局主要职责内设机构和人员编制规定》，国家文物局内设办公室（外事联络司）、督察司、政策法规司、文物保护与考古司（世界文化遗产司）、博物馆与社会文物司（科技司）、机关党委（人事司）。2019年11月，中央编办批复国家文物局设立革命文物司，核增行政编制15名。2022年1月11日，中共中央办公厅、国务院办公厅印发《国家文物局职能配置、内设机构和人员编制规定》，规定国家文物局内设办公室、政策法规司、督察司、文物古迹司（世界文化遗产司）、考古司、博物馆与社会文物司、革命文物司、科技教育司、交流合作司（流失文物追索返还办公室）、机关党委（人事司）。
2020年8月31日，根据国家发展改革委《关于全面推开行业协会商会与行政机关脱钩改革的实施意见》（发改体改〔2019〕1063号），原由文物局主管的中国书画收藏家协会、中国收藏家协会等2家行业协会（商会）与文物局分离，依法直接登记、独立运行，剥离行政职能，不再设置业务主管单位。取消对行业协会的直接财政拨款，通过政府购买服务等方式支持其发展。全面实行劳动合同制度，依法依章程自主招聘工作人员。

## 职责
根据《国家文物局职能配置、内设机构和人员编制规定》，国家文物局承担下列职能：
1. 拟订文物事业发展规划，起草文物法律法规草案并负责督促检查实施。
2. 协调和指导全国文物保护利用工作，组织开展文物资源调查和文物保护宣传工作。
3. 根据中央授权，对地方政府履行文物保护责任情况进行督察。履行文物行政执法督察职责，指导文物和博物馆安全监督管理工作，依法组织查处和督办文物违法重大案件，协同有关部门查处重大文物犯罪案件和安全事故。
4. 指导全国不可移动文物保护和考古工作。组织、协调重大不可移动文物保护项目、考古项目和中华文明研究课题的实施。承担确定全国重点文物保护单位的有关工作。
5. 负责世界文化遗产保护和管理的监督工作，组织申报世界文化遗产。
6. 负责推动完善文物和博物馆公共服务体系建设，指导全国博物馆及馆藏文物工作，协调博物馆间的交流与协作；指导民间收藏文物的管理服务；负责文物进出境审核管理。
7. 指导革命文物保护管理利用工作，组织开展革命文物研究、展示和传播。
8. 协调和指导文物科技创新工作，促进文物保护科技成果的转化和推广；负责文物信息化、标准化工作；负责全国文物人才工作。
9. 指导、管理文物对外和对港澳台交流、合作和传播、展示工作，负责流失文物追索返还工作。
10. 负责文物和博物馆有关审核、审批事务及资质、资格认定的管理工作。
11. 承办党中央、国务院交办的其他事项。

## 机构设置
根据《国家文物局职能配置、内设机构和人员编制规定》，国家文物局内设机构为副司局级。国家文物局设置下列机构：

### 内设机构
- 办公室
- 政策法规司
- 督察司
- 文物古迹司（世界文化遗产司）
- 考古司
- 博物馆与社会文物司
- 革命文物司
- 科技教育司
- 交流合作司（流失文物追索返还办公室）
- 机关党委（人事司）

### 直属事业单位
- 国家文物局机关服务中心
- 北京鲁迅博物馆（北京新文化运动纪念馆）（正司局级）
- 中国文物信息咨询中心（国家文物局数据中心）
- 中国文化遗产研究院（正司局级）
- 中国文物交流中心
- 国家文物局考古研究中心（正司局级）

### 直属企业单位
- 文物出版社有限公司
- 中国文物报社有限公司

## 历任领导
| 局长 - 郑振铎（1949年12月—1958年10月） - 王冶秋（1958年10月—1970年05月） - 王冶秋（1973年10月—1979年11月） - 任质斌（1980年01月—1982年05月） - 孙轶青（1982年05月—1984年03月） - 吕济民（1984年03月—1988年04月） - 张德勤（1988年04月—1996年09月） - 张文彬（1996年09月—2002年08月） - 单霁翔（2002年08月—2012年02月） - 励小捷（2012年02月—2015年10月） - 刘玉珠（2015年10月—2021年03月） - 李 群（2021年03月—2025年04月） - 饶 权（2025年04月—，文化和旅游部副部长兼） | 副局长 …… - 解 冰（2022年05月—） - 乔云飞（2024年10月—，兼中国文物信息咨询中心（国家文物局数据中心）党委书记、主任至2025年3月） - 孙德立（2024年11月—） |